# Ribeira Seca (Ribeira Grande)
Ribeira Seca é uma freguesia portuguesa do município da Ribeira Grande, na ilha de São Miguel, Região Autónoma dos Açores, com 12,51 km² de área e 2771 habitantes (censo de 2021). A sua densidade populacional é 221,5 hab./km².
A freguesia é limitada a norte pelo oceano Atlântico, a sul pelas de Água de Pau e de Santa Bárbara, a este pela da Conceição e a oeste pela de Rabo de Peixe.
Sendo uma das 14 freguesias do Concelho da Ribeira Grande, encontra-se integrada na área administrativa da cidade da Ribeira Grande pelo Decreto Regional n.º 5/81 de 29 de Junho.
A fundação desta localidade terá ocorrido por volta do século XV.
Com lugares desta freguesia foi criada pelo Decreto-Lei n.º 264/71, de 18 de Junho, a freguesia de Santa Bárbara.

## Demografia
A população registada nos censos foi:
| Distribuição da População por Grupos Etários | Distribuição da População por Grupos Etários | Distribuição da População por Grupos Etários | Distribuição da População por Grupos Etários | Distribuição da População por Grupos Etários |
| -------------------------------------------- | -------------------------------------------- | -------------------------------------------- | -------------------------------------------- | -------------------------------------------- |
| Ano                                          | 0-14 Anos                                    | 15-24 Anos                                   | 25-64 Anos                                   | > 65 Anos                                    |
| 2001                                         | 665                                          | 522                                          | 1113                                         | 250                                          |
| 2011                                         | 662                                          | 470                                          | 1534                                         | 284                                          |
| 2021                                         | 478                                          | 402                                          | 1567                                         | 324                                          |

## Património edificado

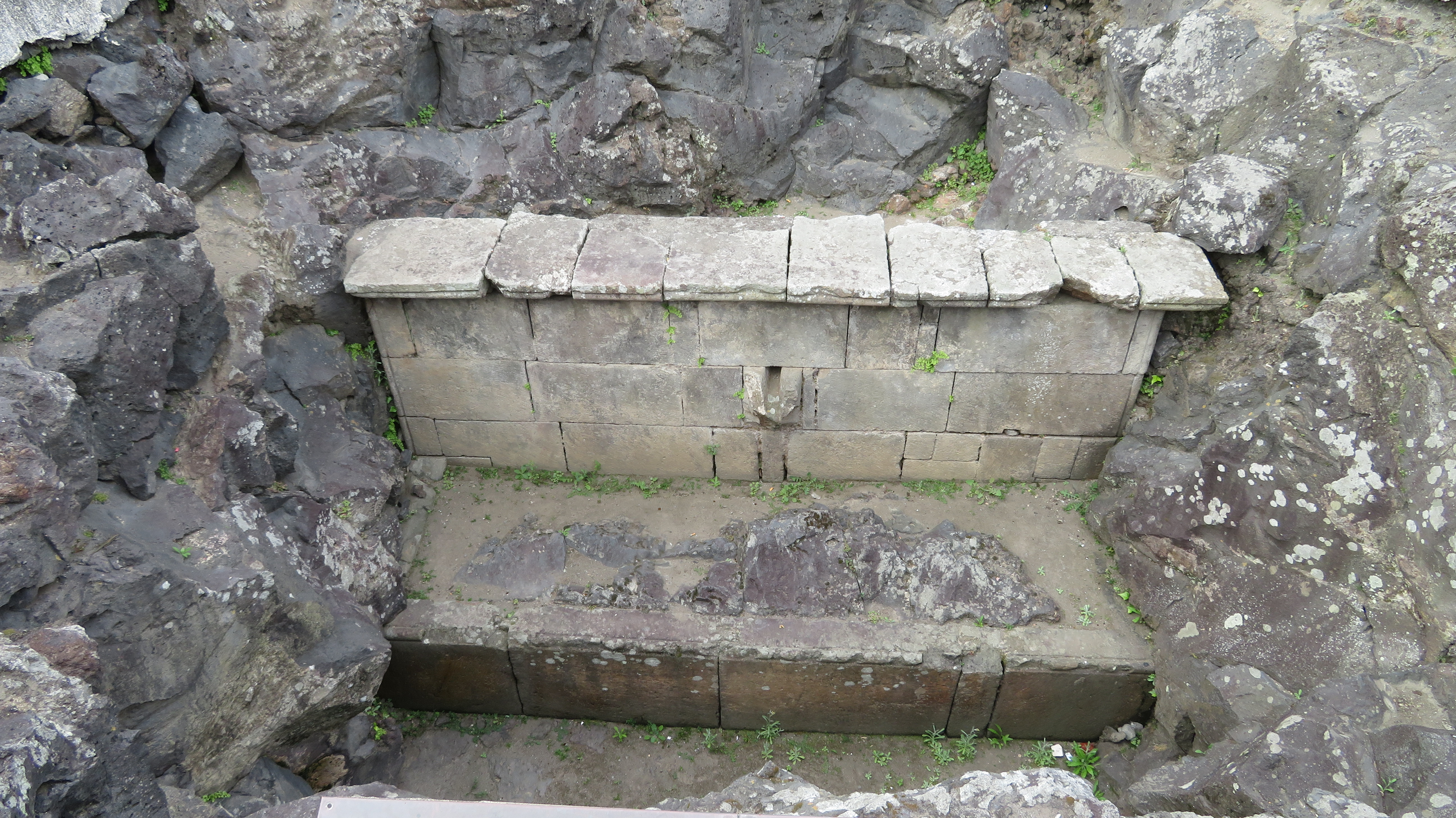
Fontanário do Largo de São Pedro (século XVI)

- Casamatas ao Areal de Santa Bárbara
- Igreja paroquial de São Pedro (século XVI)
- Fontanário do Largo de São Pedro (século XVI)
- Solar da Mafoma (século XVII)
- Ermida da Mãe de Deus (século XV)
- Ermida de Nossa Senhora do Bom Sucesso (Ribeira Seca) (século XVIII)